# Горноизточен регион (Гана)
Горнозиточният регион (на английски: Upper East Region) се намира в североизточната част на Гана. На север граничи с Буркина Фасо, а на изток с Того. Площта на региона е 8842 квадратни километра, а населението 1 244 983 души (по изчисления от септември 2018 г.). Столицата на региона е град Болгатанга. Горноизточният регион е разделен на 8 общини. В региона расте саванна растителност и климатът е изключително сух.